# Fortià
Fortià est une commune espagnole de la comarque de l'Alt Empordà située dans la province de Gérone en Catalogne.
Il est fait mention de Fortià dans une célèbre chanson populaire catalane, Els contrabandistes.

## Histoire
Fortiá était une possession du monastère voisin de San Pedro de Roda, du Moyen Âge jusqu'au XVIIIe siècle, la Casa del Delme, où les moines de Rodes recueillaient leurs hommages, est toujours conservée derrière l'église paroissiale.
Elle subit une grande inondation en 1421, qui détruisit une bonne partie du village.

## Monuments et lieux touristiques
- Église paroissiale Saint-Julien et Sainte-Basilissa.
- Grande maison, dite de « la reine Sybille », de style Renaissance située à l'extrémité nord de la ville.
- La maison Delme.

## Jumelages
La commune de Fortià est jumelée avec :
- Terraube (France) dans le Gers depuis 1990.